# Holcopasites

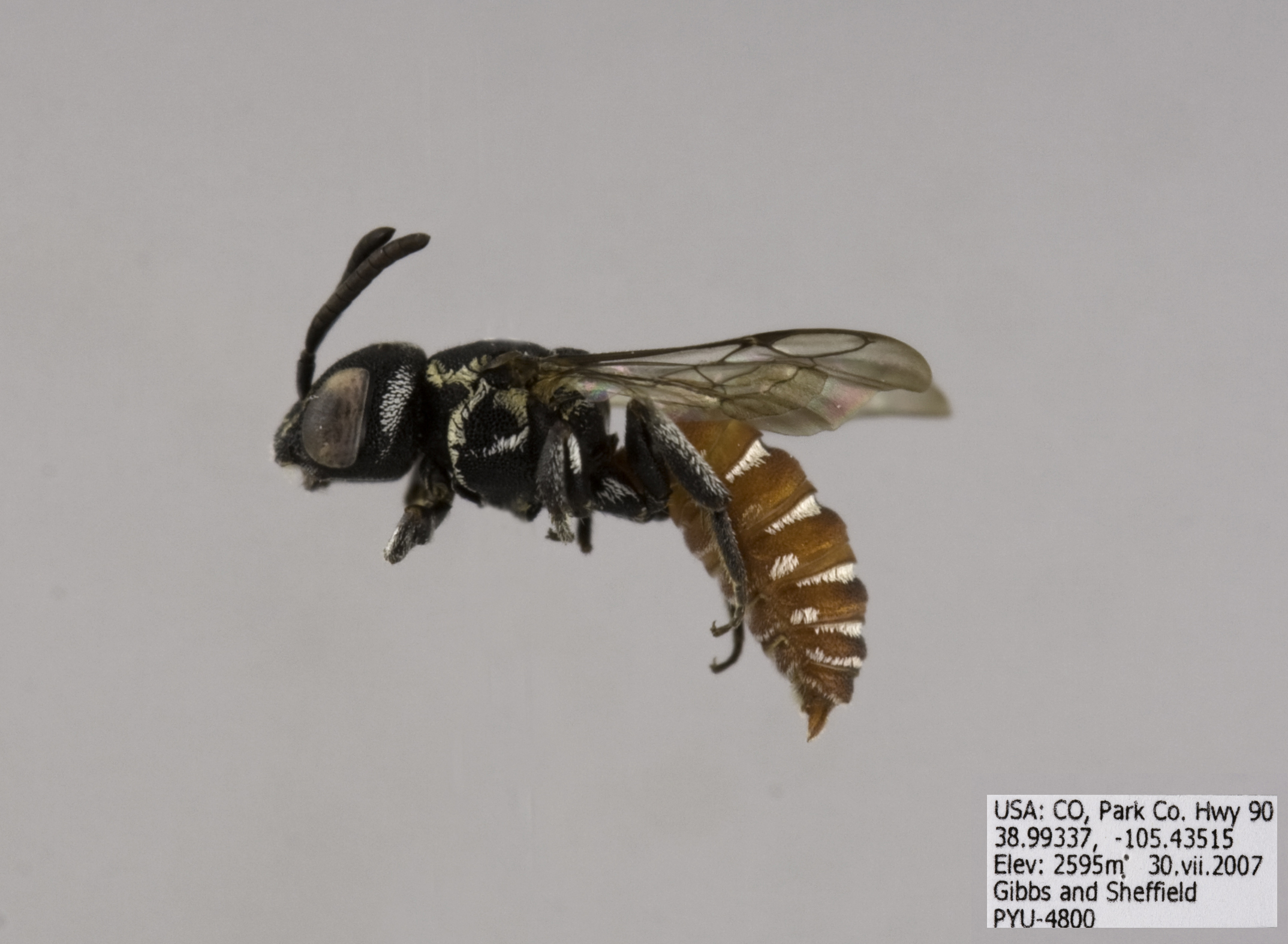
Holcopasites stevensi

Holcopasites es un género de abejas cucos o parásitas de la familia Apidae. Hay por lo menos 20 especies descritas de Holcopasites.
Tienen el abdomen rojo total o casi totalmente. Hay 19 especies, todas del Neártico (Norte América).

## Especies
- Holcopasites apacheorum Hurd & Linsley, 1972
- Holcopasites arizonicus (Linsley, 1942)
- Holcopasites bigibbosus Hurd & Linsley, 1972
- Holcopasites bohartorum Hurd & Linsley, 1972
- Holcopasites calliopsidis (Linsley, 1943)
- Holcopasites cazieri Hurd & Linsley, 1972
- Holcopasites eamia (Cockerell, 1909)
- Holcopasites haematurus Cockerell & Hicks, 1926
- Holcopasites heliopsis (Robertson, 1897)
- Holcopasites illinoiensis (Robertson, 1891)
- Holcopasites insoletus (Linsley, 1942)
- Holcopasites jerryrozeni Neff, 2004
- Holcopasites linsleyi Cooper, 1993
- Holcopasites minimus (Linsley, 1943)
- Holcopasites pulchellus (Cresson, 1878)
- Holcopasites rozeni Hurd & Linsley, 1972
- Holcopasites ruthae Cooper, 1993
- Holcopasites stevensi Crawford, 1915
- Holcopasites tegularis Hurd & Linsley, 1972